# Corrèze (fiume)
La Corrèze è un fiume francese lungo 95 chilometri che si trova nella parte sud-occidentale della nazione; esso è un affluente di destra della Vézère.

## Percorso
Le sorgenti del fiume si trovano nella Foresta demaniale di Larfeuil (comune di Pérols-sur-Vézère), a 910 metri di altitudine. Il fiume scorre verso sudovest attraverso il territorio del dipartimento della Corrèze, al quale dà il nome. Tra i principali centri abitati che tocca possono essere citati:
- Tulle,
- Malemort-sur-Corrèze,
- Brive-la-Gaillarde.

A 98 metri di quota, tra i comuni di Saint-Pantaléon-de-Larche e Ussac, la Corrèze confluisce nella Vézère, affluente quest'ultima della Dordogna.

## Principali affluenti
- Vimbelle (22 km)
- Saint-Bonnette (24 km)
- Roanne (21 km)

## Monumenti e luoghi d'interesse
- Castello di Bity (Sarran).

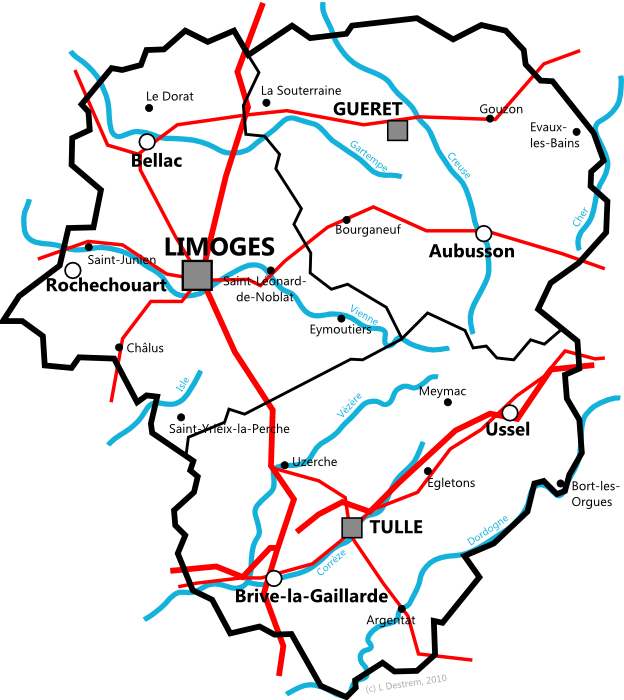
Vézère e Corrèze nel sud del Limosino.

- Cappella dei Penitenti Bianchi, chiesa di Saint-Martial e porta cittadina a Corrèze.
- Tulle e i suoi numerosi monumenti.
- Castello della Morguie (Sainte-Fortunade).
- Malemort-sur-Corrèze: torri del castello di Breniges, chiesa di Saint-Xantin e l'antico priorato.
- Brive-la-Gaillarde, con i numerosi monumenti del centro storico tra i quali la collegiata di Saint-Martin.